# Cabo Leeuwin

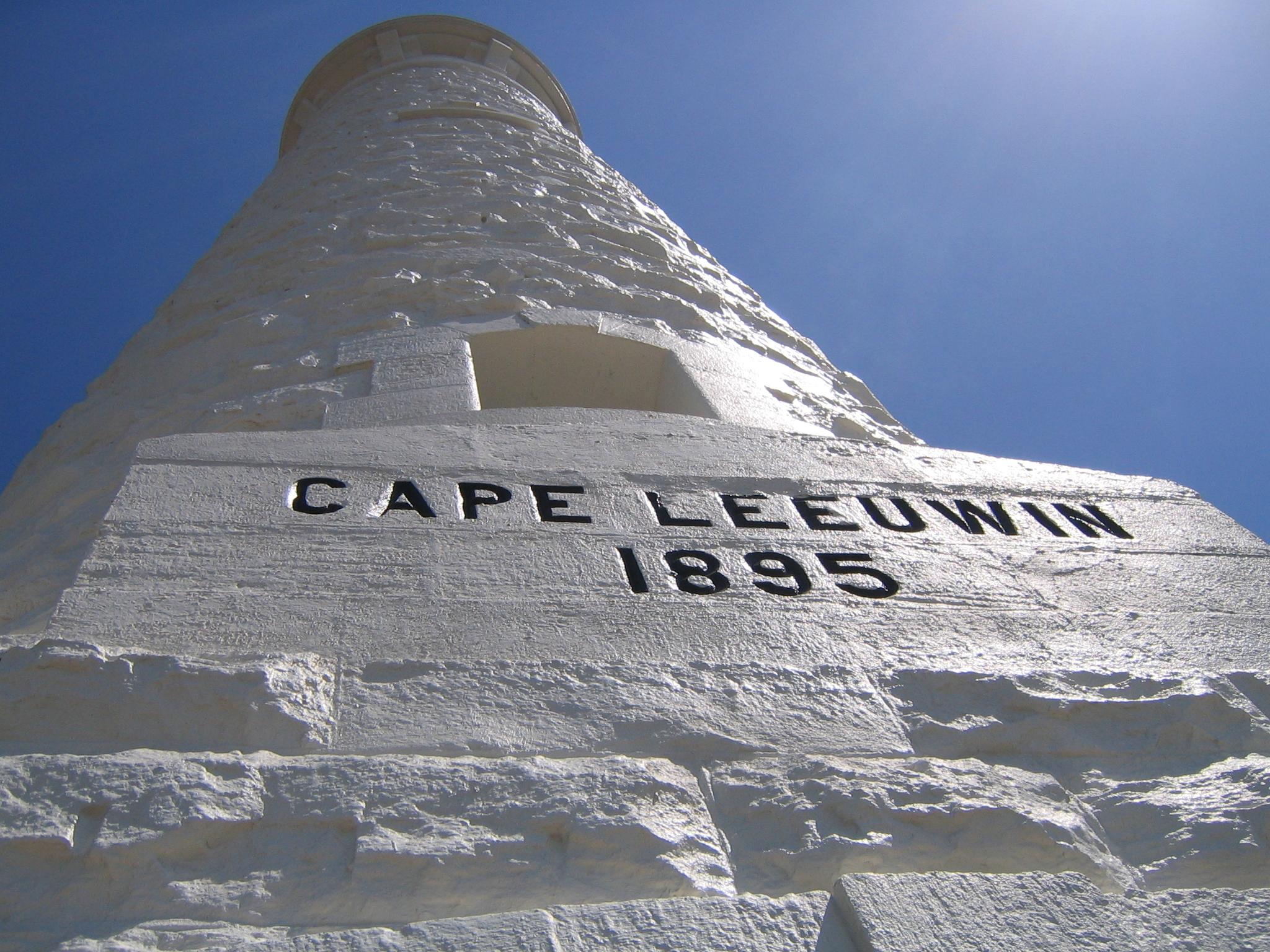
Faro del cabo Leeuwin.

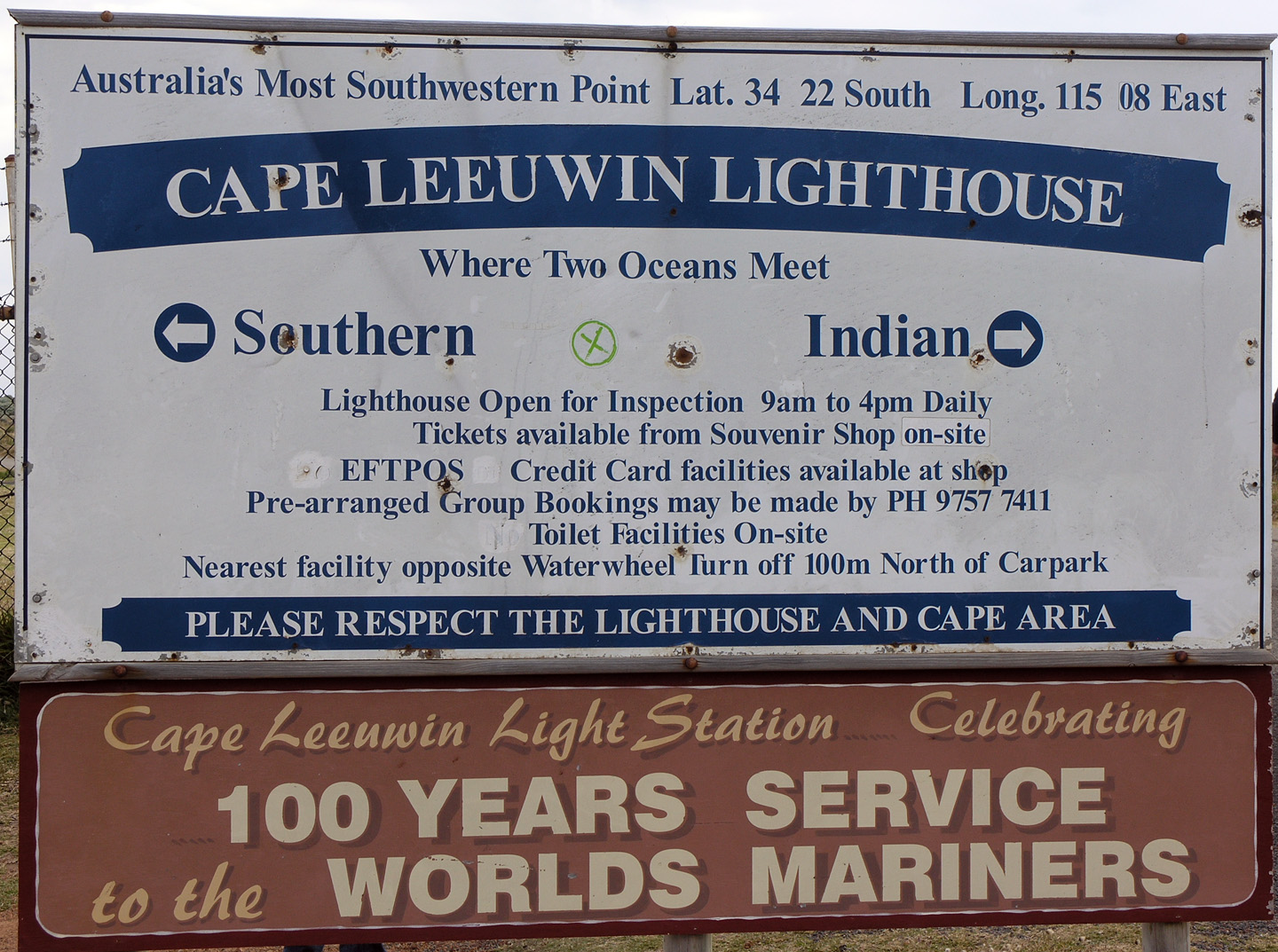
Placa en el faro del cabo Leeuwin.

El cabo Leeuwin es el confín sudoccidental del continente australiano, ubicado en el estado de Australia Occidental. Es considerado uno de los tres grandes cabos de la circunnavegación terrestre, junto al cabo de Hornos y el cabo de Buena Esperanza.
Algunas pequeñas islas y roquedos, las islas Saint-Aloüarn, se extienden hacia el sur. El asentamiento humano más cercano es Augusta, un poco más al norte del cabo. Sobre el cabo se encuentra un faro.

## Historia
Los aborígenes Wardandi fueron los primeros pueblos de la zona. Lo llamaban Doogalup.
El navegante inglés Matthew Flinders nombró el cabo Leeuwin en recuerdo del primer barco conocido que visitó el área, el galeón neerlandés Leeuwin [Leona], que cartografió algunas de las costas cercanas en 1622. El diario del Leeuwin se perdió, así que se sabe muy poco de eseviaje. Sin embargo, la tierra encontrada por el Leeuwin fue registrada en un mapa de 1627 por Hessel Gerritsz: Caert van't Landt van d'Eendracht [Carta de la Tierra de Eendracht], que parece mostrar la costa entre la actual bahía Hamelin y la punta de D'Entrecasteaux. El mismo cabo Leeuwin no puede ser reconocido.
Otros barcos europeos pasaron durante los siguientes dos siglos, incluido el neerlandés 't Gulden Zeepaert, comandado por François Thijssen, en 1627 y el francés Gros Venture, bajo el mando de Louis Aleno de Saint-Aloüarn, en 1772.
El primer avistamiento europeo conocido fehacientemente del cabo fue hecho por Bruni d'Entrecasteaux en 1791. D'Entrecasteaux pensó que el cabo era una isla, y lo llamó Isle St Allouarn, en honor del capitán St Aloüarn. Diez años después, Matthew Flinders comenzó su estudio de la costa sur de Nueva Holanda desde el cabo Leeuwin en 1801 cuando lo nombró. Flinders desembarcó en la bahía al este del cabo Leeuwin, hoy bahía Flinders. Flinders sabía que el área había sido conocida por los neerlandeses como Leeuwin's Land [Tierra de Leeuwin].

A las dos de la mañana tuvimos 80 brazas y nos desviamos hacia la tierra. Fue visto desde el mástil a las cinco; y la parte más alta, la misma que se había establecido en la noche, tenía N. 12° W. Esta es la más grande de las islas de St Alouarn mencionadas anteriormente; pero a las siete y media vimos colinas que se extendían desde atrás y, en apariencia, se unían a tierra firme. Esta supuesta isla es, por lo tanto, lo que denomino "cabo Leeuwin", como la parte más occidental y más proyectada de la Tierra de Leeuwin.
At two in the morning we had 80 fathoms, and veered towards the land. It was seen from the masthead at five; and the highest part, the same which had been set in the evening, bore N. 12° W. This is the largest of the before-mentioned Isles of St Alouarn; but at half past seven we saw hills extending from behind, and, to all appearance, joining it to the mainland. This supposed isle is, therefore, what I denominate "Cape Leeuwin", as being the south-western and most projecting part of Leeuwin's Land.

Las islas de St Alouarn son un grupo de islas en la punta del cabo Leeuwin.

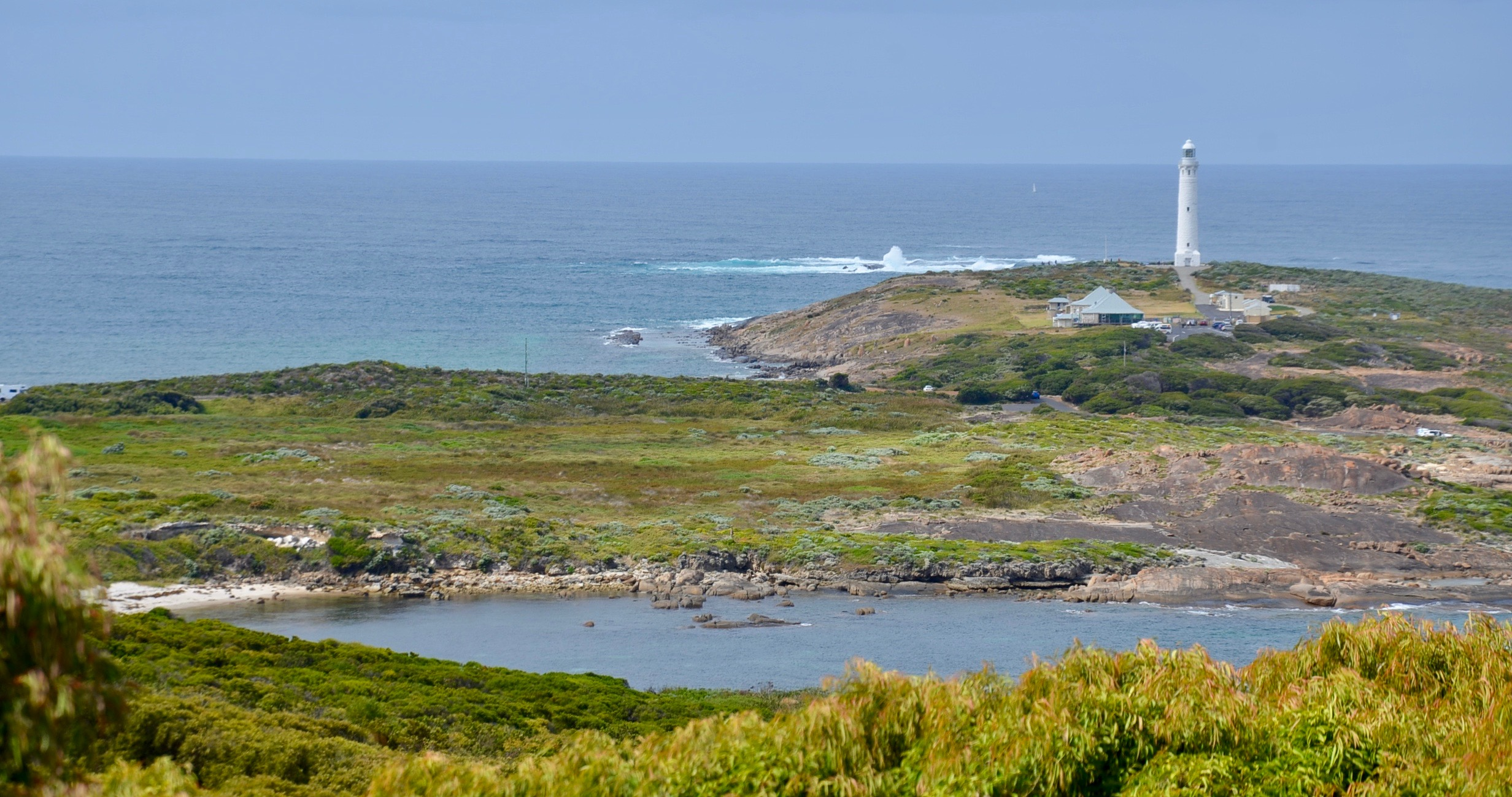
Área del cabo Leeuwin. Faro y cabañas arriba a la derecha, con autos en el aparcamiento. Las olas rompiendo están en el extremo más alejado de la tierra detrás del faro. El camino a Augusta está oculto por la vegetación. El pantano y el manantial que abastecen la rueda de agua en la mitad del suelo. El día que se tomó la fotografía, ambos lados estaban tranquilos, se podía ver un yate a la izquierda del faro en la distancia. T.

Los avistamientos de los que hay constancia, de navegantes neerlandeses, franceses y británicos, son:
- 1627: François Thijssen en el Gulden Zeepaard;
- 1772: Louis Aleno de Saint-Aloüarn, en el Gros Ventre;
- 1791: George Vancouver;
- 27 de mayo de 1801: Expedición Baudin (1800-1804), una expedición científica francesa que rebautizó, sin éxito, el lugar como cabo Gosselin.
- 6 de diciembre de 1801: Mathew Flinders en el HMS Investigator.

## Faro
En el promontorio sobre el cabo se encuentra el faro del cabo Leeuwin y algunas instalaciones de apoyo utilizadas por los eventuales guardafaros.
El faro fue inaugurado por John Forrest en 1895 y desde entonces ha funcionado automáticamente. Además de prestar ayuda a la navegación, la instalación incluye una importante estación meteorológica.